# Bitva v zálivu Zuiderzee

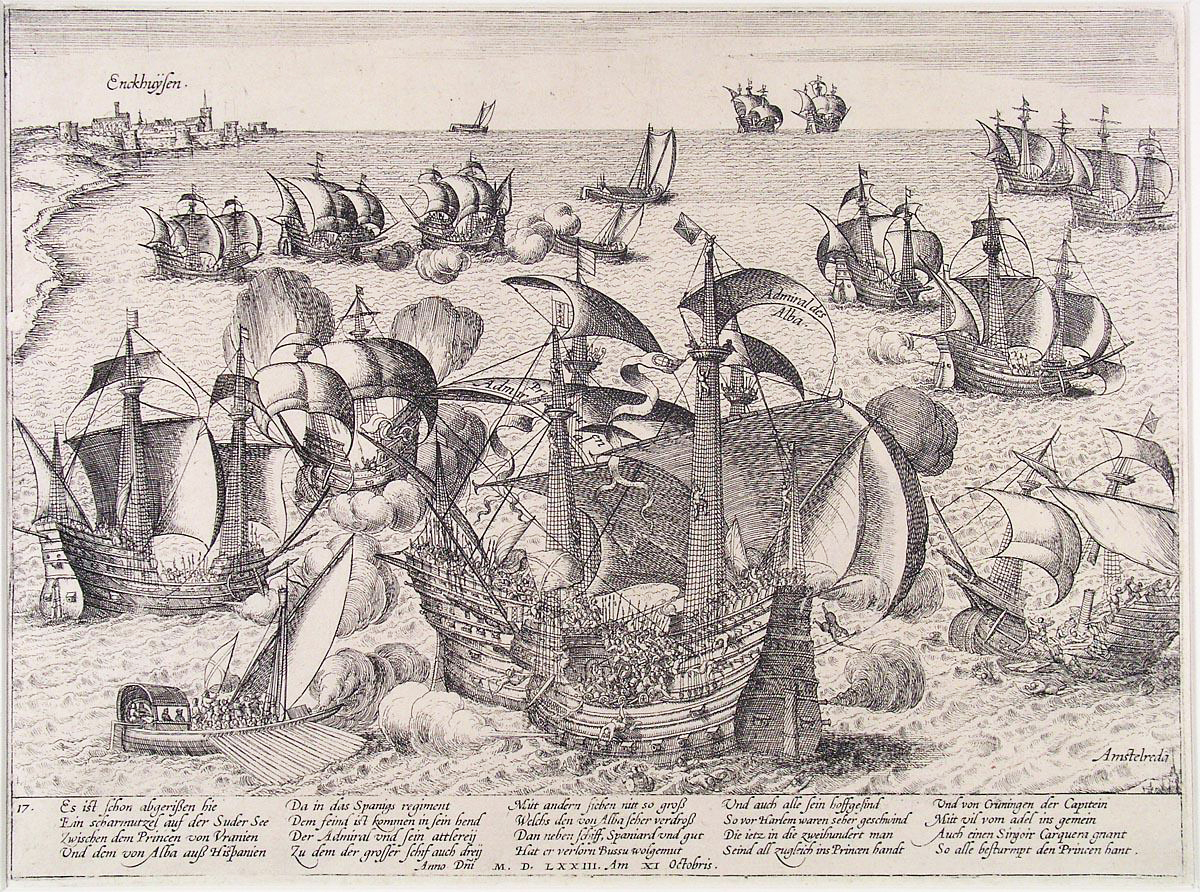
Bitva v zálivu Zuiderzee

Bitva v zálivu Zuiderzee (dnešní Ijsselmeer) proběhla 11. října roku 1573 mezi 30 loděmi pod velením španělského guvernéra Maxmiliána de Henin a 24 menšími loděmi nizozemských povstalců (Les Gueux) pod velením C. J. Dircksze. Skončila rozhodným vítězstvím Nizozemců, kteří obsadili a potopili i španělskou vlajkovou loď.

## Průběh
Bitva byla součástí osmdesátileté války (1568–1648), v níž se Holandsko zbavilo španělské habsburské vlády. Holandští povstalci blokovali námořní přístup do Amsterodamu, který se k povstání nepřidal. Španělský guvernér Henin se tedy pokusil cestu uvolnit a v prvním střetnutí 5. října byl úspěšný. Holanďané však zvolili taktiku přirážení a obsazování španělských lodí a když se 11. října obrátil vítr, guvernéra porazili a velkou část jeho lodí zničili.